# Непознати Раваничанин
Непознати Раваничанин, писац синаксарског Житија светога кнеза Лазара (1393–1398?), једног од најранијих житија о Лазару Хребељановићу, одн. најстаријих целовитих српских списа о времену Косовског боја. 

### Живот и рад
Као кнежев савременик и житељ Раванице, писац даје обиље историјских података (кнежев живот и владавина, његова беседа уочи боја, погибија Муратова током боја, опкољавање и заробљавање кнеза и друге српске властеле, њихово погубљење у Митрополијској цркви у Приштини, пренос Лазаревих моштију у Раваницу три године касније, опис Раванице итд.), „који нису угушили и сваку књижевноуметничку вредност списа“ (Ђорђе Трифуновић). 

### Превод на савремени српски језик
- Житије светога кнеза Лазара, прев. Ђорђе Трифуновић, у: „Списи о Косову“, Београд, Просвета и СКЗ, 1993, Стара српска књижевност у 24 књиге, књ. 13.